# Synagoga v Hořovicích
Synagoga v Hořovicích byla vystavěna mezi březnem a listopadem roku 1903. V Hořovicích byla již dříve modlitební místnost v bytě jednoho z věřících, která sloužila jako synagoga. Byla však nedostačující. Proto bylo rozhodnuto o stavbě nové tzv. Jubilejní synagogy, která se dnes nachází ve Valdecké ulici čp. 408. Po 2. světové válce se synagoga stala majetkem Českobratrské církve evangelické, jež jí vlastní i v současnosti.

## Jubilejní synagoga
V roce 1898 navrhl předseda hořovické ŽNO Julius Bondy výstavbu nové synagogy. Dosavadní modlitebna podle něj nebyla dostatečně velká a reprezentativní. Proti návrhu se postavili židé z Praskoles a Lochovic, kteří se nechtěli vzdát vlastních synagog. První hlasování v představenstvu ŽNO Hořovice zabývající se stavbou nové synagogy skončilo v její neprospěch. Jednání pokračovala a brzy se rozhodlo o tom, že větší synagoga je zapotřebí.

## Stavba
Jako místo, kde by měla stát nová synagoga, byla vybrána část zahrady hořovického rolníka Bedřicha Nového, jež se nacházela nedaleko náměstí. Rabín Zikmund Kraus doporučoval stavbu uspíšit, neboť v roce 1900 měl císař Josef I. 70. narozeniny. Právě díky tomuto by se z modlitebny stala jubilejní synagoga, na jejíž výstavbu by bylo možné čerpat státní podporu. Na podzim roku 1899 byl po dalším jednání zakoupen pozemek potřebný pro stavu synagogy. Následně bylo nutno vyřešit otázku financování, členové hořovické ŽNO nebyli schopni celou stavbu financovat sami. Situaci vyřešil rabín Zikmund Kraus – začal objíždět okolní vesnice a města s žádostí o dary. V zápisu Pamětní knihy na oslavu jubilejní synagogy vytvořené v roce 1904 je zaznamenáno, že byl mimo jiné i v Příbrami, Dobříši, Praze, Plzni a Berouně. Největší dar (500 zlatých) obdržela židovská obec od knížete německého původu Viléma z Hanau, kterému patřil Hořovický zámek i panství.[chybí lepší zdroj]
Posledním krokem před zahájením stavby byl prodej Praskoleské a Lochovické synagogy. V roce 1902 byla synagoga v Praskolesích prodána Löwimu, o synagogu v Lochovicích však nebyl zájem. Žid Julius Hecht z nedalekého Žebráku navrhl, že vysloví souhlas s Jubilejní synagogou, pokud budou Praskoleským a Lochovickým židům darována místa v předních lavicích. Ostatní členové ŽNO souhlasili a stavba mohla začít. Jejím provedením byl pověřen Otto Zambory z Hořovic. Výstavba synagogy začala 25. března 1903. Stavba, ačkoliv se vše dělalo ručně, probíhala rychle. 25. listopadu téhož roku se konala kolaudace. Synagoze bylo nejprve přiděleno č. p. 408, což se představitelům ŽNO nelíbilo, neboť modlitebny se číslem popisným označovat neměly. Hořovickými radními bylo označení nakonec zrušeno. Konečné práce a kolaudace synagogy bránily jejímu vysvěcení, které kvůli tomu muselo proběhnout až na jaře roku 1904.[chybí lepší zdroj]

## Exteriér a interiér
Boční zdi synagogy byly vystavěny z bílých cementových cihel s hladkým vyspárováním a okna měla vrchní uzavření do půlkruhu, jakoby stavba byla postavena v románském stylu. Na předním štítu modlitebny byly ozdobné římsy se sgrafity. Po obou stranách štítu se nacházely dvě Davidovy hvězdy. Vprostřed horní části přední stěny se nacházely desky připomínající Boží zákon. Do současnosti se zachovaly pouze tři pamětní desky, které zdobily Jubilejní synagogu. Jedna z desek upomíná na vysvěcení synagogy a členy představenstva izraelské obce. Druhá zachovaná deska nese děkovný nápis knížeti Vilému z Hanau a na poslední desce jsou vypsáni další přispěvatelé, členové představenstva ŽNO k roku 1904, dále je zde zmíněn Otto Zambory, jakožto stavitel chrámu, nebo revizoři účtů.[chybí lepší zdroj]

## Osud Jubilejní synagogy po vzniku Protektorátu Čechy a Morava
V roce 1941 byla Jubilejní synagoga dekretem prezidenta Emila Háchy předána do národní správy. Na podzim téhož roku byl ustanoven zákaz konání veřejných židovských bohoslužeb. Ze synagog po celém Protektorátu se stávaly sklady arizovaného majetku. Stejný osud postihl i Jubilejní synagogu, což mimo jiné vedlo k jejímu chátrání. Zahradu za synagogou využívala obyvatelka sousedního domu nežidovského původu Marie Horáková.

## Synagoga po 2. světové válce
V roce 1947 synagogu odkoupila Českobratrská církev evangelická. Při koupi se zavázala zachovat umístění pamětní desky, na níž je zmíněn původní účel budovy. V sedmdesátých letech proběhla přestavba, při níž byl zmenšen hlavní sál sloužící k bohoslužbám a vznikl tak byt pro duchovního. V roce 2003 byla opravena fasáda budovy a mezi lety 2007–2011 byly opraveny i vstupní prostory bývalé synagogy. Po těchto opravách byly na průčelí umístěny dvě plakety – jedna s menorou symbolizující minulost budovy a druhá s kalichem a křížem.

## Galerie

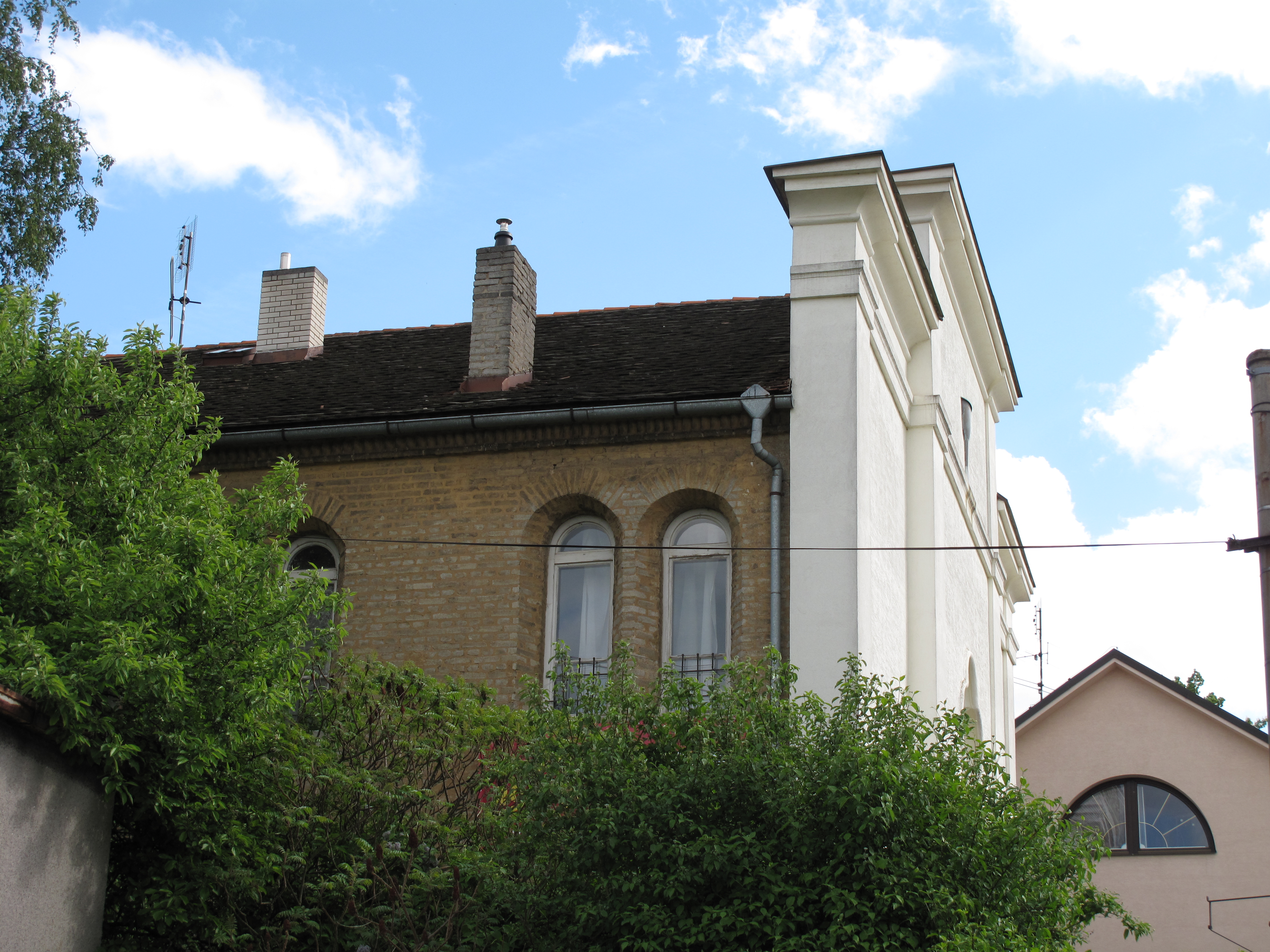
Okna hořovické synagogy
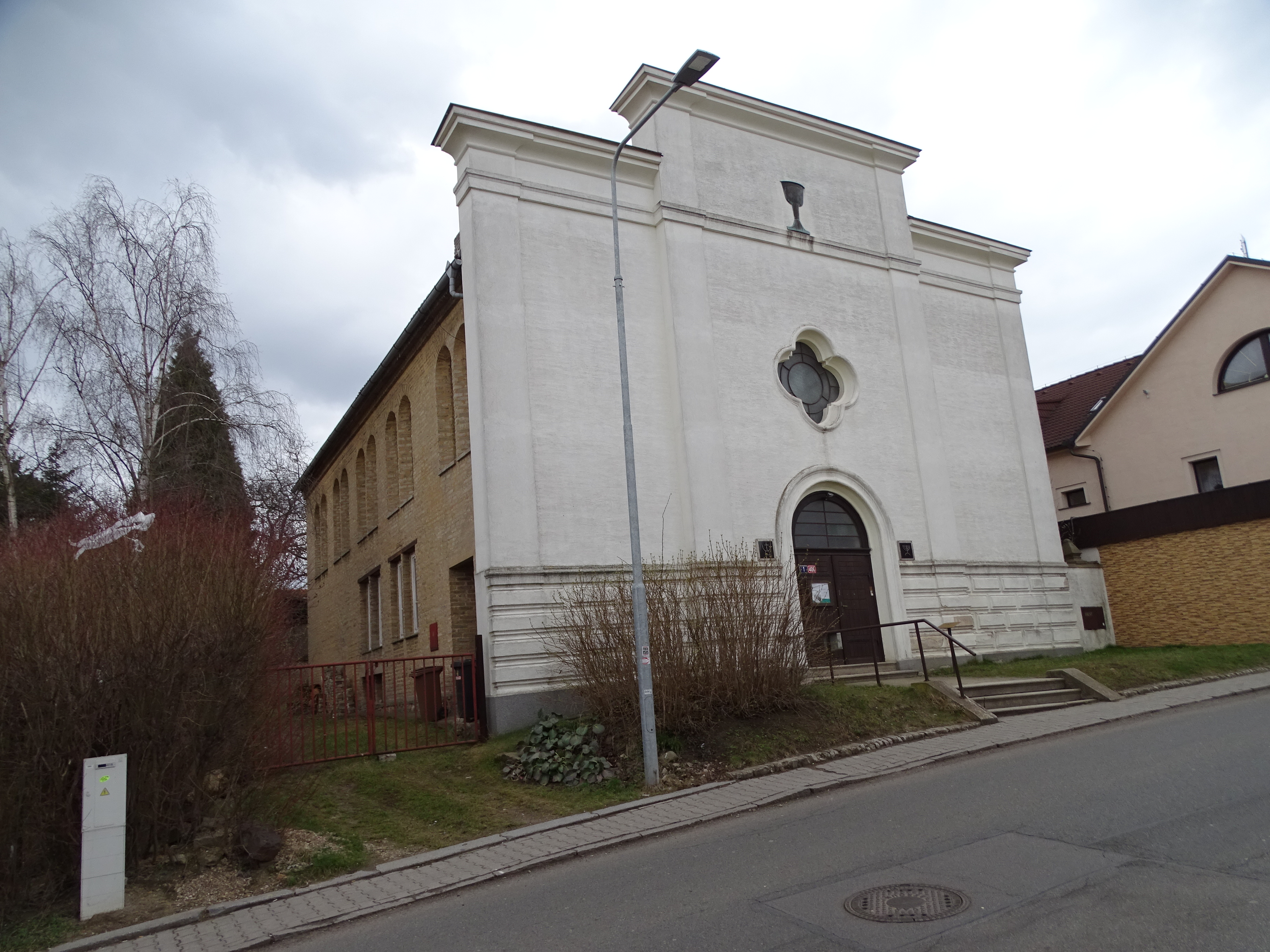
Jubilejní synagoga v roce 2018
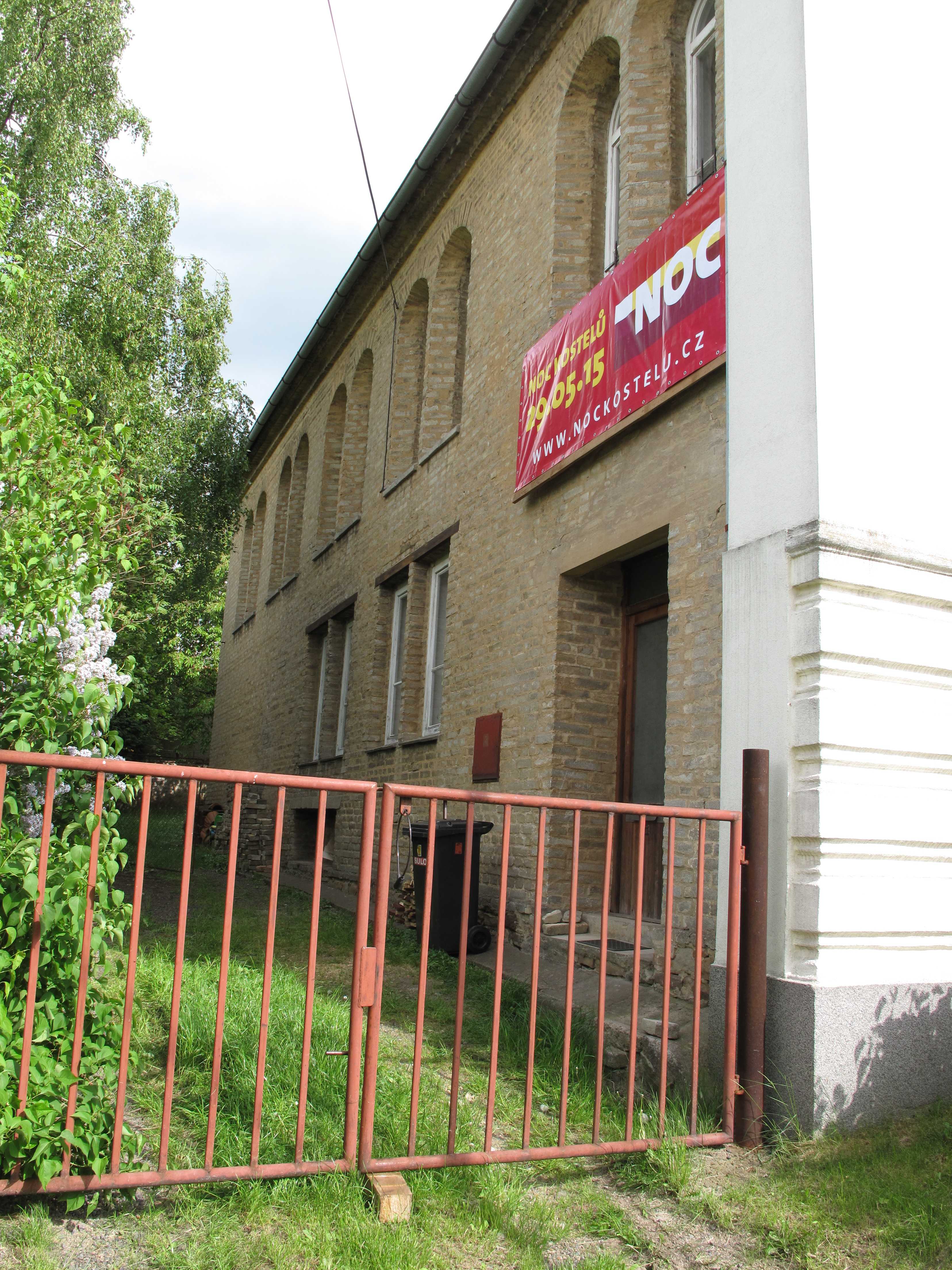
Boční stěna Jubilejní synagogy